# El centre del món
 El centre del món (Le Milieu du monde ) és un film franco-suís dirigit per Alain Tanner, estrenada el 1974. Ha estat doblada al català.

## Argument
El dia que Paul Chamoret, un jove enginyer casat, realitza el seu primer acte polític com a candidat a les eleccions del Cantó, s'enamora apassionadament d'Adriana, una cambrera italiana. Adriana accepta la relació perquè fa menys monòtona i avorrida la seva existència, però també afalagada per les atencions que Paul li dispensa.

## Repartiment
- Olimpia Carlisi: Adriana
- Philippe Léotard: Paul
- Juliet Berto: Juliette
- Denise Péron: Schmidt
- Jacques Denis: Marcel
- Roger Jendly: Roger
- Gilbert Bahon: Albert
- Pierre Walker: el president ADP
- Paul Paquier: Gavault
- Adrien Nicati: El pare de Paul

## Nominacions
- BAFTA a la millor promesa per Olimpia Carlisi